# 塘沽協定
塘沽協定（とうこきょうてい/タンクーきょうてい）は、1933年（昭和8年）5月31日に、河北省塘沽（とうこ、拼音: Tánggū:タングー）において日本軍と中国軍との間に締結された停戦協定である。
これにより柳条湖事件に始まる満洲事変の軍事的衝突は停止された。塘沽停戦協定とも呼ばれる。

## 背景

### 熱河省の位置付け

熱河省の位置

熱河は清朝の夏の別邸地域として歴史上有名であるとともに満洲と中国本土の間にくさびのように存在し、その狭い終端は山海関で海に向かっていた。この地は満洲国の建国宣言では満洲国の一部とされ、塘沽協定が締結された当時、その山間地は北京を含む中国北部を威圧する場所としても、あるいは満洲へ軍隊、扇動家、プロパガンダ工作員を送り込む場所としても重要であり、またアヘン栽培による収益が当地の価値を高め、その地理上の位置が戦略的・政治的に重要なものとなっていた。
この地を支配していた湯玉麟は、かつては張学良の部下だったが、満洲国の建国宣言に署名し、熱河省長に就任していた。湯は正規・不正規軍の両方を併せて2万を越える軍を率いていたが、南と西からは張学良の軍事力、さらに万里の長城に迫りつつあった日本軍の軍事力の脅威の狭間にあった。蔣介石は湯玉麟の関心は地盤としての熱河省とアヘンの販路としての東北地域の確保と見ていた。 張学良はこの地から産出され、天津と北京に流れるアヘンをさばくためにアヘン販売局を設けて莫大な利益を上げ、自身の満洲国における工作活動資金としていた。

### 朝陽寺事件
1932年7月17日、関東軍嘱託の石本権四郎が熱河省内朝陽寺で拉致される事件が発生したため（朝陽寺事件）、第8師団は石本を奪還するため翌日同地に赴いた。関東軍では同事件をきっかけに、内地からの増援を受け、熱河省の軍事制圧を検討していたが、眞崎甚三郎参謀次長からは「性急な行動は慎むよう」指示された。事件に対し、中華民国外交部は矢野真臨時代理公使に対して「匪賊による列車強盗に対しわが軍が治安出動していたところ、日本軍より攻撃を受けた」として抗議を行ったが、日本側は「治安維持のための出動であり、日本軍に威嚇射撃などを行った中国側に非がある」と反論した。
日本側の報道によると石本は張瑞光に率いられた約300名の匪賊に襲撃され、不思議なことにその場からただ一人拉致されていた。拉致実行者たちが遺棄した書類から彼等が7月16日に張学良からの「石本等が熱河省内朝陽において活動しつつあるから彼を捕縛せよ」との命令を受けて行動したことが判明した。7月19日には熱河政府代表が日本の要求を受け入れ、石本の救出に努力する事と今後は問題を起こさない事を約束したが、8月23日南京政府軍事委員会は北平分会に「日本軍よりの石本引渡し要求を拒絶すべし」と電命した。
石本は熱河省におけるアヘン問題について熱河当局と交渉を行っており、日本側は「アヘンからの収入を失うことを恐れた張学良が朝陽寺事件を起こした」と判断した。
石本は翌1933年3月18日に朝陽東方4kmの地点で遺体となって発見され、検死の結果1932年12月20日頃匪賊によって殺害されたことが判明した。遺体発見1週間後の3月25日には石本の陸軍葬が行われた。
朝陽寺事件が長期化する一方で、蔣介石は張学良に対し熱河に進軍し、湯玉麟を中国側に引き戻すよう圧力をかけることを要請していた。張学良と中央政府との対立を発生させながら、10月に入ると、中国軍が熱河へ集結を開始した。さらに日本側も12月に第6師団の増派を得て、熱河作戦の実施が迫りつつあった。蔣介石は12月25日、さらに中央軍6個師団の増派を進めていることを張学良に知らせている。

### 山海関事件
日本は義和団の乱の際に結ばれた北京議定書においてロシアを意識した要求を行い、万里の長城の東端に位置する山海関とその西南15kmにあり不凍港として重要視される秦皇島などに駐兵する権利を得ていたため、この時期の山海関には北寧鉄路南側の兵営に歩兵100人と工兵の小部隊を駐留させ砲台を4基設けるとともに秦皇島には守備隊約50人を駐屯させていた。
1933年1月1日午後9時20分頃、山海関南門外日本憲兵分遣所構内、同憲兵分遣所長宿舎、奉山線山海関駅日本軍鉄道看視哨所及び満洲国国境警察隊付近に手榴弾を投じ、小銃射撃を加えた者があり、日本軍守備隊は直ちに警戒配置につき、中国側とは協定を結び小康状態を保っていた。1月2日午前11時頃日本軍守備隊は協定に基き南門の処理に向かおうとしたが、中国軍が依然南門付近にあって不法に突如射撃を加えてきたため兒玉利雄中尉が戦死し、他に数名の負傷者を出した。日本側の報道によると日本軍守備隊は自衛上やむなく応戦し、午後3時30分以後山海関付近の中国軍と戦闘を開始して奉山沿線にあった関東軍の一部を増援として得た。陸軍省は、これは当時、張学良が盛んに熱河省並びに山海関付近において反満抗日の行動に出つつある情況から、中国側官憲が日本の国際的地位を不利にするため行った計画的挑戦であることが明らかであると発表した。支那駐屯軍司令官中村孝太郎中将は1月2日午後11時30分北平歩兵隊長粟飯原中佐を通して張学良に対する軍司令官の警告を手交し、日本人居留民は山海関及び秦皇島とも守備隊兵営に収容し保護された。
1月3日、日本軍爆破隊は山海関沖にある駆逐艦からの艦砲射撃、綏中から飛来した航空機の爆撃の援護を得て山海関南門を爆破すると、戦車隊と守備隊の一部が突撃して中国軍を撃退し、11時55分日章旗を揚げた。両軍の歩兵は同等だったが日本軍は駆逐艦「芙蓉」と「刈萱」からの艦砲射撃に加え、19門の野砲、7機の航空機で中国軍の軽・小火器と対峙したため、圧倒するに至った。日本軍はこの戦闘後も中国側内部に侵攻する動きを見せず、日本軍司令官からは停戦の申し入れがなされた。一方、日本側の報道によると近くの秦皇島にいた中国軍は山海関陥落の報に逃げ腰となり中国人街一帯にわたって恣意的な徴発（略奪）を行ったため中国住民は恐慌をきたし、さらに避難した日本人居留民の家屋からも一物も残さず略奪していた。
日本軍の山海関南門攻略に関する報道は日本側と中国側で異なっていたが、外国の信頼できる情報源の多くは日本側の報道を支持した。 山海関事件について当時のロンドン・タイムズは、日本は最終的に熱河省から無法者を追い払う意図を決して隠したことはないが、この事件を中国側の挑戦によるものとする日本側の主張は現場近くに日本の軍隊がいなかったという事実と戦闘が始まった時には第二師団が釜山から日本に向けて出航していた事実によって裏付けられるとし、「中国側が西欧列強の支援を得るためのものではないか」と論じた。同じく英国のデイリー・メール紙は事件は主に張学良によるもので彼は国際連盟が日本に対して実力を行使することを期待したのではないかと論じた。
中国側は日本軍による山海関占拠の合法性を認めなかったが、ロンドン・タイムズは「1901年に調印された北京議定書に基いて占拠している日本軍に対して中国軍が攻撃的態度を取ったことは中国軍の責任であり、日本側が侵略されたとして防御するのは当然の権利」と説明している。
フランスでは、フランス社会党党首レオン・ブルムが同党の機関誌において反日的な論説を行い、日本との即時断交を主張したが、4日の夕刊各紙の報道はいずれも日本を弁護した。『タン』紙は「日本軍の北平への進出説があるが軽々しく信じられぬ」とし、『リベルテ』紙は「山海関事件は中国側が悪いに相違ない、国際連盟は事務局の力でごまかすだろう」と報じた。
一方で、この事件の原因を支那駐屯軍山海関守備隊隊長の落合甚九郎の謀略とする研究もある。

### 国民党による抗日の顛末
1932年12月に南京で開催された国民党中央委員全体会議では、中国北部における軍事行動・東北義勇軍に対する援助・日貨排斥の3点からなる積極的抗日案が提出され、決議されたことが確実視されていた。東北義勇軍は熱河作戦までの1年にわたり熱河地方を蹂躙した張学良麾下の10万余の勢力であった。実際に熱河省内における治安攪乱の動きが顕著となり、張学良麾下の正規軍も越境し、熱河省に侵入した。日満議定書によれば、満洲国の領域内の治安維持は日本・満洲両国が共同して行うものとしており、日本は熱河問題を条約上の義務としても認識し、大きな関心を寄せていた。
中国国内では山海関事件以後塘沽協定締結までの熱河省喪失の過程で、民衆の抗日意識が大きく高まり、日本軍の矢面に立った宋哲元の第29軍への支援のほか、2月16日北平において東北熱河後援協会が組織され、宋子文や張学良などが結成式に列席し、多額の義援金が送られたが、蔣介石は共産勢力の脅威に晒されるようになると、抗日を口にすることを禁じるようになった（後述の共産軍の脅威を参照）。『中国近現代論争年表』によれば3月6日「抗日を多言する者は殺して赦すなかれ」の命令を出している。また『東京朝日新聞』も蔣介石が「共産軍討伐完了前は絶対に抗日を言うことは許されず、違反すれば最も重い罰を受ける」と述べたことを伝えている。

### 熱河作戦

#### 日本側の方針
内田尚孝によれば、日本側は1932年当時、熱河省を経済的利益の薄い地域と認識していたが、『第八師団熱河経略経過概況』には1932年6月23日に熱河地方にアヘンを買い付けるために満洲国国務院財政部から天野竹蔵を招いたとの記述があり、内田はこのころには経済的利益も見出しつつあったと見ている。1933年2月7日に第8師団参謀部がまとめた『熱河事情の一端』では、熱河省の産業の筆頭にアヘンを挙げている。
日本が熱河作戦を実施したのは、参謀本部の『熱河省兵要地誌』に示される満洲国に対する緩衝地としての「消極的利益」に加えて、「平津地方領有ノ為……作戦ヲ指導スル場合本地方ヨリ一部ノ作戦ヲ行フノ有利ナルハ当然ニシテ……」という、平津（北京（北平）・天津）を含む華北侵略の橋頭堡としての「積極的利益」を見出していたためとしている。
1933年1月11日に陸軍当局がおこなった発表では、「1932年夏には20万以上の勢力を持っていた兵匪義勇軍等も熱河省を除き全満洲にわたり集団的反満軍のほとんどが一掃され、全満洲の治安回復が成った」とされた。同日、陸軍は熱河問題に関しても発表を行った。それによると
1. 熱河省は旧東北四省の一つとして他の三省とは不可分の関係にある。
2. 満洲国独立宣言の際に熱河は満洲国の一部として宣布している。
3. リットン調査委員の質問に対し満洲国当局は万里長城が国境である旨を明らかにしている。
4. 熱河省主席湯玉麟は満洲国独立宣言書に署名し執政溥儀に対し臣礼を行った。

これらによって熱河省が満洲国の一部たることは厳然たる事実であるとし、従って熱河省内の治安を乱す者は満洲国の不逞分子、他より省内に侵入する者は侵略者であるので他国が干渉すべきものではないと唱えた。
内田によれば、その正当性は逆説的に「長城以南への侵攻には正当性がない」ことを示していた。1月13日の閣議では、陸相は満洲国外には手を出さぬ方針を唱え、関内への侵入を固く禁じる決定が文書でなされた。
1月21日の帝国議会演説において内田康哉外務大臣は政府の正式認識として「熱河問題は満洲国の内政問題である」と述べたが、熱河省内で民衆が連日の戦闘に既に犠牲を出していたことから、中国側からは反発が起こった。2月2日衆議院において陸相は熱河省には張学良兵団が3個旅団、湯玉麟部隊、さらに他の方面からの兵匪が集まり9万の兵がいるものの必ずしも一致したものでないことから帰順するものがあると判断するとともになるべく混乱が他の方面に及ばないように慎重な方法を取ることを表明した。
2月4日、昭和天皇は閑院宮載仁参謀総長に熱河作戦は「万里の長城を超えて関内に進入することなき条件」の下で実行を認可した。一方、陸軍側では実質的指導者であった眞崎参謀次長自らが「（外交的手段で解決に至らなければ）兵力ヲ以テ為シ得ル限リ直路平津地方ヲ衝クニ在リ」として、長城線以南への侵攻を考えていた。一方で、陸軍中央は2月10日報道向けに「熱河省……は画竜点睛をなすものである。熱河問題と山海関問題とは……区別して考へられねばならぬ。前者は満洲国内の一事象であり後者は支那領土上に起こった事件であるからである」との声明を発表し、華北への侵入はしないことを表向きに表明した。

#### 作戦経過
熱河作戦が発動される前においてもいくつかの衝突事件が起きていた。日本軍錦州部隊の側面を攻撃しようと熱河省に侵入した中国軍第十六旅及び第十九旅に対し日本軍は1月8日に爆撃を行った。これについて日本陸軍は国防の立場から当然とし、出先軍部に一任することを表明している。山海関北方13kmにある九門は張学良が軍隊と補給を熱河に送り込んでいた場所であったため、1月10日早朝、日本軍はこれを攻撃して占拠した。開魯には張学良の別働隊司令部が置かれ、通遼が熱河軍と別働隊に包囲されて圧迫されるに至り日本軍は1月15日にその司令部に爆撃を行ったが、この時開魯では同士打ちによる市街戦が行われている最中でもあり、死傷者は数百名に及んだ。空爆は16日、22日、23日にも行われた。
1933年2月9日、張学良は熱河攻略を決意し、南京政府も加わった多数の正規軍を熱河に侵入させたため、満洲国は2月18日に熱河討伐を決定し、張景恵を総司令に任命。同日関東軍も日満共同防衛の立場から熱河征討の声明を発表した。2月21日、満洲国政府は「張学良正規軍、義勇軍が満洲国内の熱河省に侵入して要地の占拠、住民からの略奪、婦女子への暴行という不法行為を繰り返して満洲国の治安を混乱させ、国の独立性を危うくしている」としてその不法行為を詰問した。同時に「不逞分子」の24時間以内の国外退去を要求し、これに応じない場合には断固実力をもって掃蕩を行うとの最後通牒を翌日発することも決定した。翌22日には日本政府も南京政府に対して熱河省における反満抗日行為の中止と中国軍の即時撤退を要求し、応じない場合には「自由行動」を取ることを宣言した。
作戦開始の時点でも蔣介石の中央軍は北部に移動せず、行動していたのはすべて中国北部の将領たちで熱河省に10万、関内に10万の兵力を有していると推定され、一方日本軍はソ連が1929年の中ソ紛争で行ったように飛行機の支援により大きな抵抗は受けないことを期待していた。日本軍の上層部は「満洲国の国境部分は中国側の一定距離までは中国軍を掃蕩しなくてはならず、中国側が飛行機を使用するならその根拠地を爆破して作戦の根拠を粉砕することは当然であり、張学良軍あるいは熱河敗残兵が平津地方にある日本人居留民の生命財産を脅かすなら現地の利害関係に配慮して現地保護の必要がある」と説明している。
2月22日、熱河省にあった中国義勇軍第四師団司令官の劉桂堂とその部下1万5千名は満洲国への帰属を申し出るとともに中国正規軍に対して作戦を開始した。この動きに応じて熱河民衆も湯玉麟政権打倒の軍を組織し、他の地域でも中国側軍隊から湯玉麟打倒に参加を表明するものが続いた。
日満連合軍は協力して熱河省に進攻し、2月24日には熱河省の北の都である開魯を占拠、3月4日には熱河の省都承徳に入城した。同日関東軍司令官武藤信義は「長城ノ重要関門ヲ確保シテ北支方面ニ対シ戦備ヲ整ヘ」るよう指令した。張学良は蔣介石との会談の上、3月12日に敗北の責任を取って軍事委員会北平分会代理委員長を辞任し、同時に蔣介石の念願通り、張学良指揮下にあった東北軍は解体され、万福麟、于学忠、何柱国、王以哲を軍長とする四個軍に改編され、中国北部に対する中央の支配力確立の端緒となった。一方、満洲国軍総司令張景恵は3月13日新京に凱旋した。
その後、関東軍は熱河省での掃討戦において中国側が繰り返す執拗な反撃に対し、3月18日、長城線の各関門を確保するため第6及び第8師団主力を向かわせた。

### 灤東（らんとう）作戦
3月27日、武藤信義関東軍司令官は正式に「関作命第四九一号」を発令し、灤東作戦が開始された。
作戦の目的は満洲国の国境としての長城を確保することにあった。実際には、長城から大砲の射程範囲内にある（日本側の主張する）中国領内の中国軍を掃蕩することが求められ、また中国側の飛行機の根拠地を爆撃して作戦の根拠を破砕することは当然とする発表も熱河戦中におこなわれていた。
何応欽が中央軍5万を北平・天津地域に集結させると、関東軍は武藤司令官の「長城を隔てる河北省は中華民国の領土である」として長城を越えて行動しないように自制していることに乗じ、熱河に対して7千の兵力を進めた。 中国軍は界嶺口方面における増強を継続し、新たな反撃の準備を行っていたが、3月末までの数日間において商震の部隊の一部と宋哲元の一旅団を加えた。同時に宋の大隊は熱河に入り、日本軍の背後を突こうとした。
3月31日、日本陸軍の当局者は外国人記者団からの「中国軍の長城線における挑戦態度が継続される場合に日本軍の行動はどのようになるか」との質問に対し、私見として「日本軍は忍べる限度までは忍ぶが中国軍が増長して反省がなければ一大鉄槌を下す場合を否定できない」としながらも、「中国側の挑戦は蔣介石一派が東北軍及びその他の雑色軍を日本軍により整理しようとする手段であり（後述の雑軍整理を参照）、整理されようとする軍の将領もこのことをようやく理解してきたことから何時までも続くものとは考えていない」と述べ、関内の東北軍将領が帰順すれば満洲国は許すかとの質問には「満洲国に忠誠を誓う者は許され家族・部下・財産が安全に保障された多くの例がある」と答えている。
日本軍は4月10日に攻勢を開始、長城のすぐ外側に航空基地を設け、37機を擁して長城の内側における爆撃と偵察行動のために使用していた。
4月22日、日本側は熱河省の南側国境から中国側の圧力を除き、目的（長城から大砲の射程範囲内にある中国軍の排除）をすべて達成したとして日本軍には作戦停止が命じられたこと、中国軍が灤河以東から完全に排除されたことを発表し、以後の日本軍は中国軍が新たな攻撃を行わないことを確認後直ちに撤退する予定であることを示した。
日本軍の侵攻停止は、4月18日、長城以南への侵攻を憂慮した昭和天皇が本庄繁侍従武官長に「関東軍に直接指令を出して侵攻作戦を停止させるか」と下問したことに始まり、本庄から報告を受けた眞崎甚三郎参謀次長が天皇の意向を記した親書を関東軍司令官に送付すると共に関東軍参謀長に即時撤兵を打電したことから長城線への撤退命令が発せられた。内田尚孝によれば本庄は眞崎参謀次長に対しその上奏内容と実情の違いを詰問し、眞崎以下陸軍中央が議論の末、「更に進出するとも一旦は長城線に復帰」させるための行動であったとしている 。
一方、中国側では3月13日に何応欽軍政部長（国防相）が軍事委員会北平分会代理委員長を兼任し、華北の軍事問題の処理にあたっていたが、4月18日に至り、蔣介石と汪兆銘に「敵は平津を包囲する」との状況判断を伝え、5月6日には戦闘継続か和睦かの判断を中央に迫った。

### 関内作戦
灤東作戦で灤河右岸に退いた中国軍は日本軍が長城線に戻ると再び灤東地区に兵を進めた。日本軍が撤退すれば挑戦行動に出る中国側の態度を放置しては、満洲と中国の国境紛争が収まらないと判断した小磯参謀長は、上京して昭和天皇と陸軍中央より灤東進出の許可を得た。ここにおいて関東軍は5月3日「関内作戦」を発令し、灤東に進出した中国軍に対して作戦行動を取った。
この時期の北平・天津地方には中国軍約40個師団があったが関内作戦は順調に進められた。第6師団は7日前後から、第8師団は10日夜から行動を開始すると23日夕方には薊運河より懐柔から密雲にかけての線に進んだ。また 5月8日には日本軍軍事司令官の声明として「日本軍の作戦を強いた責任は日本軍の関内不進出を知って侮日態度に出た中国側にある」と発表された。
5月25日、中国側が何応欽を軍使として密雲に派遣し正式に停戦を求めたため、関東軍は戦闘行動を停止し、関内作戦は終了した。

### 共産軍の脅威
1932年12月12日、中ソ国交回復。コミンテルンは中国共産党に対し『中国共産党の急務は中国共産党を強化拡大することである』と命じた。1933年1月14日、中国政府軍閥は蔣介石の指導により反帝国主義運動すべてを弾圧し、口に抗日を唱えながら、実際は80万の大軍で中国ソビエト区域を攻撃するという欺瞞政策を行っているとして中国ソビエト省政府及び労農赤軍革命委員会は蔣介石軍閥打倒を発表した。
4月3日に江西省の省都南昌から共産軍が政府軍に対して決定的な行動を行いつつあり、事態は深刻であるとの報告が南京政府に提出され、翌4日蔣介石は南京から江西省に向かった。中国北部の状況が悪くなれば蔣介石は保定に戻ると伝えられたが蔣介石は北部に集中するために江西省の共産主義者を完全に制圧することを望んでいた。南京政府は2月から江西省においての損害が大きいこと及び一師長と多くの旅長と連隊長が死亡していたことを発表した。ある時には負傷した師長が自決し、彼の部隊が降伏し、また共産軍のために陳誠麾下の2個師が全滅したことが伝えられた。
4月10日頃になると蔣介石は日本軍に対する作戦より先ず江西省の共産匪賊（共産軍）を排除することに決め、湖南省主席・開封司令部長劉峙は広東・湖南・福建の部隊に加え作戦を促進させるため数個師を江西省に送るよう命じた。4月18日江西省には近代兵器を持つ共産軍が8個軍あることが判明し、それらは中央軍の攻撃をうまく防ぎ、江西省の3分の2近くを占拠し、隣接する省への脅威は増していた。江西省の農民は共産軍の略奪を被り、5月になって広東軍が共産匪賊を駆逐した時は耕作を始めるには遅すぎる季節となっており、備蓄されていた穀物が被災者に配られた。

### 雑軍整理
中国軍はその中核を軍事委員会委員長蔣介石直系軍、いわゆる中央軍とし、それ以外に旧東北軍(張学良麾下)、旧西北軍(馮玉祥麾下)、山西軍(閻錫山麾下)、広西軍(李宗仁、白崇禧麾下)、広東軍(陳済棠麾下)、四川軍、湖南軍、山東軍、その他の雑軍から成るものであった。南京国民政府に直接支配された地域を除き、地方に駐留する各軍は名目上は中国軍としての立場を持っていたが実際は半独立の状態であった。1930年には蔣介石と軍閥の間で中原大戦が起きていた。
熱河戦、 灤東戦、関内戦は雑軍だけが前線にあり、彼等は最初から勝ち目のない日本軍との戦いを望むことはなかったが、雑軍は日本軍・満洲軍にできるだけ打撃を被るように仕向けられ、中央軍は敗退した雑軍を後方で待ちうけ、その武力解散、武装解除を行った。たとえば3月28日灤河右岸に後退した何柱国軍は何応欽の命令で2000名が武装解除されたが、これは蔣介石の常套手段であり、逐次東北軍と雑軍を第一線に立たせて日本軍に当たらせ、その壊滅を策す一方、自力による武装解除を行い中国北部を完全に中央軍の掌中に収めようとする意図によるものであった。蔣介石は東北軍と雑軍の結束を崩すためにあらゆる反間・苦肉の策略を講じていた。
戦線への参加を求められた馮玉祥は3月24日に以下の条件を蔣介石が認めるなら行動すると答えている。
1. 蔣介石自ら大軍を率いて出陣し、全線に総攻撃を加え孫殿英、宋哲元等が個別に撃破される危険より救うこと
2. 前線に速やかに武器を供給すること
3. 前線に軍隊を補充すること
4. 戦死者遺族を支援すること
5. 日本と妥協しないこと

このような状況に置いて広東派は反蔣介石運動を開始し、他にも中央との対立を深めるものが出始めていた。

## 協定締結
5月25日何応欽はその代理徐燕謀を通して関東軍司令官に正式停戦提議を渡した。5月31日午前11時11分、塘沽において日本側代表、陸軍少将岡村寧次関東軍参謀副長は中国側代表、陸軍中将熊斌と以下の内容の停戦協定を調印した。
1. 中国軍は速かに延慶、昌平、高麗営、順義、通州、香河、宝坻、林亭口、寧河、蘆台を通する線以西及以南の地区に一律に撤退し爾後同線を越えて前進せず
 又一切の挑戦攪乱行為を行うことなし
2. 日本軍は第一項の実行を確認する為随時飛行機及其他の方法に依り之を視察す
 中国側はこれに対し保護及び諸般の便宜を与うるものとす
3. 日本軍は第一項に示す規定を中国軍が遵守せる事を確認するに於ては前記中国軍の撤退線を越えて進撃を続行する事なく自主的に概ね長城の線に帰還す
4. 長城線以南にして第一項に示す線以北及以東の地区内に於ける治安維持は中国側警察機関之に任ず
 右警察機関の為には日本軍の感情を刺戟するが如き武力団体を用ふる事なし
5. 本協定は調印とともに効力を発生するものとす[105]

南京政府は同日午後3時より緊急会議を開き、停戦協定成立が報告されると満場一致で承認した。

## 日本外務省声明
協定成立と同時に以下の日本外務省声明が発表された。
1. さきに支那軍が帝国軍に対して執拗に攻撃し来るや、帝国軍は満洲国国境確保のため、ついに止むを得ずして関内に進出したのであるが、最近北支に於ける支那側責任者より我方に対し停戦を求め来つた。しかるに帝国軍の期するところは、屢次声明の通り満洲国確保の他他意ないのであるから快くその申出に応じ、五月三十一日停戦協定成立し、ここに日支両軍の戦闘は終息を見るに至れるは甚だ喜ばしい次第である。
2. 由来我方に於ては、支那側が東洋の大局に覚醒して、排日抗日の態度に出です、日支関係の和平維持に誠意を示すに於ては、我方また十分の好意を以てこれを迎ふること申すまでもない。したがって、支那側が今次停戦協定を発足点として、従来の如き敵意ある態度より脱却し、京津地方の平静維持は勿論進んで国内秩序の回復に邁進するならば、現下の不快なる事態は解消し、期せずして極東民族安寧向上の基を開くことが出来るであらう。吾人は支那側殊に北支に於けるその責任者が、叙上我が方主旨の存するところを玩味し、これを誤らざらんことを望みつつ、十分の用意を以て今後の発展を看守するものである。

## 影響
1935年には協定が決めた非武装地帯内において住民による自治運動が起こり、これを背景として冀東防共自治政府と冀察政務委員会が成立した。自治運動と冀東防共自治委員会いずれについても非武装地帯内であるがゆえに南京政府は軍事行動による手段が制限された。
なお、この民衆運動は日本側が華北分離工作の一環として特務機関により引き起こさせたものであった。